# Oficina del Dr. J.C. Francis
La Oficina del Dr. JC Francis es un edificio histórico ubicado en Jacksonville, Alabama, Estados Unidos.

## Historia
Fue construido en 1852 como una práctica médica para el Dr. J.C. Francis y diseñado en el estilo nacional estadounidense. Francis nació en Rhea, Tennessee y se formó en Lexington, Kentucky antes de mudarse a Alabama. El edificio ha sido incluido en el Registro Nacional de Lugares Históricos desde el 20 de noviembre de 1970.